# MC Fioti
Leandro Aparecido Ferreira (Itapecerica da Serra, 30 de agosto de 1994), mais conhecido pelo seu nome artístico MC Fioti, é um cantor brasileiro de funk paulista.

## Carreira
Ganhou popularidade em mídias sociais em 2016 graças a seu single de sucesso "Vai Toma", que ele gravou com o também paulista MC Pikachu. Caracterizada por produções simples com graves pesados, Fioti lançou uma série de faixas ao longo do ano seguinte com uma variedade de colaboradores diferentes, como MC Lan e a dupla de hip-hop Tribo da Periferia. Um remix de sua faixa "Bum Bum Tam Tam", de 2017, explodiu nas paradas de sucesso internacionais quando se tornou uma colaboração com Future, J Balvin, Stefflon Don e Juan Magán, tornando-se seu maior sucesso até hoje. A música original recebeu mais de 1,4  bilhão de visualizações no YouTube.
Em janeiro de 2021, lançou o clipe de "Bum bum tam tam (remix vacina Butantan)", gravado na sede do Instituto Butantan, com a participação de funcionários da instituição, em homenagem ao trabalho do centro de pesquisa no desenvolvimento da vacina CoronaVac. 

## Discografia
- "#Vemverão" (Warner Music)
- "Sentou K Ladinha" (Warner Music)
- "Band Life" (Warner Music)
- "Nóis é Thug Life" (Warner Music)
- "Bum Bum Tam Tam"
- "Lá Vai Xerecão" (Warner Music)
- "De Quebradinha" (Warner Music)
- "Maloqueiro" (Warner Music)
- "Desce de Perna Aberta" (Warner Music)
- "Quadradinho" (Warner Music)
- "Engatilha e Bum" (Warner Music)
- "Taikondo" (Warner Music)
- "Bum Bum Tam Tam (Remix)" (Aftercluv Dance Lab / Island / Universal)
- "Vida de Casado" (Warner Music)
- Bum bum tam tam (remix vacina Butantan)

## Aparições em paradas musicais internacionais
| Ano  | Título                                                                               | Maiores posições | Maiores posições | Maiores posições | Maiores posições | Maiores posições | Maiores posições | Certificação |
| Ano  | Título                                                                               | BEL              | FRA              | GER              | ITA              | SPN              | SWI              | Certificação |
| ---- | ------------------------------------------------------------------------------------ | ---------------- | ---------------- | ---------------- | ---------------- | ---------------- | ---------------- | ------------ |
| 2017 | "Bum Bum Tam Tam"                                                                    | —                | 5                | —                | —                | 87               | 54               |              |
| 2017 | "Bum Bum Tam Tam (Remix)" (MC Fioti / Future / J Balvin / Stefflon Don / Juan Magán) | 17               | 108              | 51               | 42               | 9                | 51               |              |